# Анвиль, Жан Батист Бургиньон де
Жан Бати́ст Бургиньо́н де Анви́ль (фр. Jean Baptiste Bourguignon d'Anville; 1697—1782) — французский географ и картограф, Почётный член Петербургской академии наук. Его карты по древней географии, характеризующиеся осторожностью и точностью, основывались главным образом на его оригинальных исследованиях, и потому являются особенно ценными. По сравнению с картами его предшественников, эти карты выглядели пустыми, однако всё, нанесённое на них, прошло проверку самим Анвилем.

## Биография
Жан Батист Бургиньон де Анвиль родился в  Париже 11 июля 1697 года. Его страсть к географическим исследованиям проявилась с ранних лет: в возрасте двенадцати лет он был уже делал попытки составления карт, опираясь на карты латинских авторов. Его первая серьёзная карта — карта Древней Греции — была опубликована, когда ему было пятнадцать, а уже в двадцатидвухлетнем возрасте он был удостоен звания королевского географа при французском дворе.
Впоследствии де Анвиль был личным секретарем герцога Орлеанского и с 1775 года — адъюнкт-академиком Парижской академии наук.
Анвиль создал более двухсот карт, среди которых «Atlas général» (Париж, 1737—80, 46 карт на 66 листах), «Nouvel atlas de Chine» (Гаага, 1737, 42 карты) и «Atlas antiquus major» (12 листов); текстом для последнего служит «Géographie anciènne abrégée» (3 тома, Пар., 1768).
Его бесценная коллекция карт, состоящая из 10500 номеров, была в 1779 году куплена правительством для королевской библиотеки (ныне Национальная библиотека Франции).
В письме от 5 апреля 1751 года, адресованном президенту Императорской академии наук графу К. Г. Разумовскому, де Анвиль, по просьбе последнего, дал отзыв об изданном тогда академией атласе Российской империи. Письмо это помещено у Карла Свенске: «Материалы для истории составления атласа Российской империи», изд. Императорской академией наук в 1745 году (Санкт-Петербург, 1866).
Жан Батист Бургиньон де Анвиль скончался в Париже 28 января 1782 года.

## Память
- В честь Анвиля был назван залив, впоследствии получивший название залив Посьета.
- Также в его честь назван кратер на Луне.

## Избранная библиография
- «Etats formés en Europe aprés la chute de l’Empire romain en Occident» (Париж, 1771, немецкий перевод Диллингера, Нюрнберг, 1782 и 1796)
- «Traité des mesures itinéraires anciennes et modernes» (Пар., 1769).